# Poëziecentrum

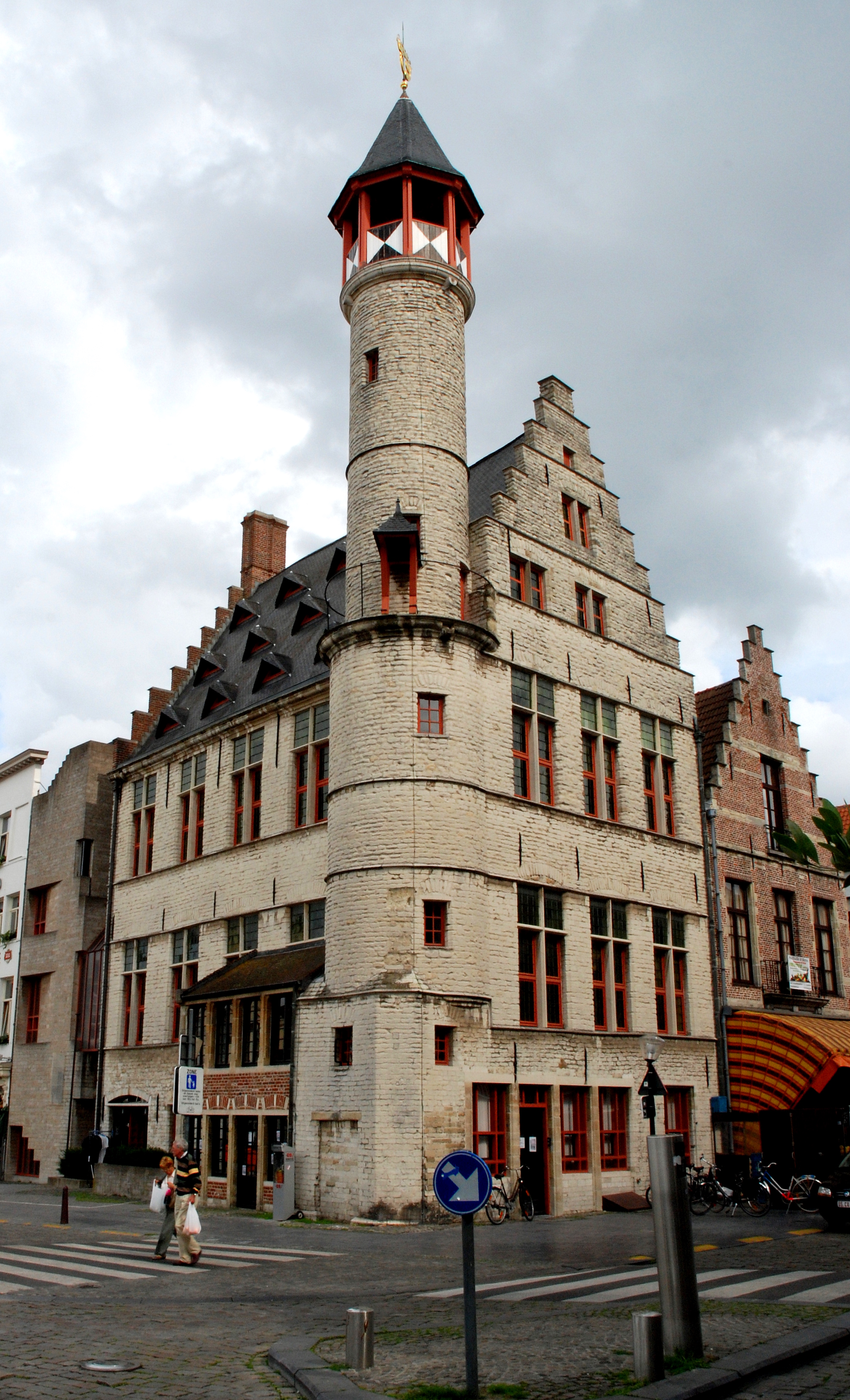
Het Toreken, waar het Poëziecentrum gevestigd is.

Het Poëziecentrum is een informatie-, documentatie- en studiecentrum in Gent voor Nederlandstalige poëzie en anderstalige poëzie in Nederlandse vertaling. Er is ook bijzondere aandacht voor Zuid-Afrikaanse poëzie. Het centrum werd in 1976 opgericht door Willy Tiberghien. Van 2012-2023 werd Poëziecentrum geleid door Carl De Strycker. Sinds 2023 is Dave Van Robays de directeur. Het centrum is momenteel gehuisvest in "het Toreken" op de Vrijdagmarkt in Gent.

## Missie
Het Poëziecentrum heeft als missie om op een laagdrempelige manier zo veel mogelijk mensen te laten kennismaken met poëzie door hen zo vaak mogelijk te confronteren met poëzie en dichters. Over de jaren is de werking van het centrum geprofessionaliseerd en gedifferentieerd; vandaag rust de werking op vijf pijlers:
- het documentatiecentrum
- de Poëziekrant
- de uitgeverij
- een shop
- de "activiteitenwerking".

### Documentatiecentrum
Het documentatiecentrum is de kern van de werking van het Poëziecentrum. Hier wordt alles over Nederlandstalige poëzie en poëzie in Nederlandse vertaling verzameld, bewaard en ontsloten met het oog op informatieverstrekking. De collectie bestaat uit vijf grote delen:
- De primaire bronnen zoals individuele dichtbundels en bloemlezingen zowel voor volwassenen als jongeren en kinderen (ongeveer 40000 volumes)
- Het tijdschriftenarchief (200 lopende abonnementen, 20000 tijdschriftvolumes)
- De secundaire literatuur over poëzie en bij uitbreiding over literatuur in het algemeen (5000 volumes)
- Het knipselarchief (ruim 7500 knipselmappen over individuele auteurs, literaire organisaties en dichtwedstrijden)
- De afdeling non-bookmateriaal (geluids- en beeldopnames en boekobjecten).

Door de schenking van Prof. Dr. Ernst Van Heerden, een Zuid-Afrikaans dichter, en de goede contacten met de universiteiten van Stellenbosch en Potchefstroom, bezit het Centrum ook een aanzienlijke collectie Zuid-Afrikaanse poëzie.
Het documentatiecentrum is een feitelijke bewaarbibliotheek, waar de werken enkel ter plaatse kunnen worden geconsulteerd. Om de drempel voor de bezoeker zo laag mogelijk te houden, werd gekozen voor het principe van het gebruiksarchief: open kasten die bezoekers uitnodigen om ter plekke al het beschikbare materiaal in te kijken en te ontdekken. De collectie van het documentatiecentrum wordt ontsloten aan de hand van een onlinecatalogus die gemaakt is met de opensourcesoftware Winisis, ontwikkeld door UNESCO.
In 2014 introduceerde Poëziecentrum samen met verschillende partners uit het literaire middenveld en de erfgoedsector het project Paukeslag. Een platform voor "levend poëzie-erfgoed", waarop beeld- en geluidsmateriaal over poëzie-erfgoed wordt samen gebracht.

### Poëziekrant
Het Poëziecentrum is ontstaan uit de kiemen van de Poëziekrant. Dit tijdschrift verscheen voor het eerst in 1976. Aanvankelijk had het de vorm van een echte krant, maar over de jaren heen is het geëvolueerd tot een magazine dat acht keer per jaar verschijnt en (anno 2007) 1700 abonnees telt. Poëziekrant is een blad met en over poëzie. Er worden gedichten opgenomen van gevestigde waarden, maar ook van debutanten. Poëziekrant bevat ook recensies, essays, interviews en reportages. In korte rubrieken wordt ook ingespeeld op de actualiteit (activiteiten, aankondiging van wedstrijden, dichterdata). De focus van Poëziekrant ligt - zoals de rest van de werking van het Poëziecentrum - op Nederlandstalige poëzie, maar er wordt ook ruim aandacht besteed aan buitenlandse poëzie.
Naar aanleiding van het dertigste jubileumjaar van Poëziekrant verscheen een uitvoerig themanummer, Dertig jaar poëzie in Vlaanderen en Nederland. In 2005 verscheen in samenwerking met CANON Cultuurcel een themanummer rond Poëzie en Onderwijs.

### Uitgeverij
Tijdens de eerste jaren van zijn bestaan zette Poëziecentrum de oudste poëziereeks van Vlaanderen voort, De Bladen voor de Poëzie (1939). De uitgeverij ging voort op dit elan en publiceerde in de loop der jaren heel wat individuele dichtbundels (Stefan Hertmans, Frederik Lucien De Laere, Roger M.J. de Neef, Dimitri Casteleyn, Mark Insingel, Michel Bartosik), thematische (liefde, seizoenen, vrouwenpoëzie) en literair-historische bloemlezingen. Er verschenen ook verschillende gelegenheidspublicaties, onder meer De Taal vervoert de Dichter heel ver weg naar aanleiding van Europalia Russia, sms-poëziebundels vanwege het Festival van Vlaanderen. De eigen collectie werd te boek gesteld in de tentoonstellingscatalogus: Vaarwel wat lelijk is. 
In 2007 werden de volgende individuele bundels uitgegeven:
- Genade met wijnvlek van Paul Cox
- It was a boring conversation anyway van Jess De Gruyter
- Omdat van Roger M.J. de Neef
- Oblomow in Handzame van Joris Denoo
- Iets, 21 liefdesgedichten van Mark Insingel
- Terug naar de toekomst. Gedichten 1967 – 2007 van Willie Verhegge
- Vagant van Jan van der Hoeven

In december 2008 verscheen Hotel New Flanders, een omvangrijke bloemlezing van 60 jaar Vlaamse poëzie, tussen 1945 en 2005. Het boek is 752 bladzijden dik. Het Poëziecentrum gaf aan Dirk Van Bastelaere, Erwin Jans en Patrick Peeters de opdracht deze bloemlezing samen te stellen.

### Shop
De Poëzieshop heeft een ruim aanbod: dichtbundels, bloemlezingen, kinder- en jeugdpoëzie, literaire tijdschriften, secundaire literatuur, poëziegadgets. De Poëzieshop beschikt tevens over een afdeling modern antiquariaat. In de Poëzie vind je zowel Nederlandstalige bundels als anderstalige bundels in Nederlandse vertaling. Ook is er een beperkt aanbod Engelstalige en Franstalige poëzie.

### Activiteiten

#### Poëzieroute
Naar aanleiding van het Keizer Karel-jaar (2000) namen het Poëziecentrum en Motte Claus het initiatief om een permanente poëzieroute te ontwikkelen voor de Gentse binnenstad. In de poëzieroute, die momenteel uit 18 gedichten bestaat, werden ook zes poëtisch-plastische concepten van  de Honest Art Movement geïntegreerd. De route kan individueel gelopen worden aan de hand van een speciaal daartoe gemaakte folder met biografische informatie en een stadsplan. De poëzieroute kan ook ontdekt worden met een gids. Er zijn twee gidsbeurten ontwikkeld, een voor volwassenen en een voor jongeren vanaf 14 jaar.
De volgende dichters werden opgenomen in de poëzieroute:
| - Paul Snoek - Benno Barnard - Roel Richelieu van Londersele - Willie Verhegge - Paul Van Ostaijen - Hugo Claus | - Guido Gezelle - Maurice Maeterlinck - Gust Gils - Ramsey Nasr - Miriam Van Hee - Stefan Hertmans | - Lut de Block - Karel van de Woestijne - Marcel van Maele - Remco Campert - Hugues C. Pernath - Roland Jooris |

Poëziecentrum ontwikkelde ook twee poëzieroutes voor kinderen en een voor jongvolwassenen rond de figuur van Maurice Maeterlinck.

#### Literaire activiteiten
Het Poëziecentrum organiseert heel wat activiteiten om poëzie onder de aandacht te brengen van het grote publiek en het richt zich daarbij op verschillende doelgroepen.
- Zaoum is een festival voor 'jonge' Vlaamse poëzie. Er komen heel wat stijlen aan bod: van stand-uppoetry tot experimentele dichters, van klassieke gedragenheid tot verstilling, van neoromantische tot (post)moderne gedichten. Bedoeling van dit alles is om minder bekende, jonge en getalenteerde dichters een forum te bieden en zo het publiek de kans te geven om hun werk te leren kennen. De eerste twee edities (2005, 2006) gingen door onder de naam Het Uitzaaiend Kaf.
- Bij de maandelijkse Middagen van de Poëzie komt er telkens één dichter langs in het Poëziecentrum om te vertellen over zijn of haar gedichten. Op die manier krijgt het publiek de mens achter de gedichten te zien. De Middagen bieden de kans om een dichter te ontmoeten, te horen voorlezen en praten over zijn/haar poëtica.
- Het tweejaarlijks festival Dichter aan huis brengt poëzie wel heel letterlijk dichter bij de mensen door tijdens een weekend 40 Vlaamse en Nederlandse dichters in evenveel Gentse woonkamers en ateliers te laten optreden. In plaats van spektakel wordt hier gekozen voor een zeer intieme aanpak. De bezoekers hebben de vrijheid om hun eigen programma samen te stellen. Per dag kunnen ze vijf dichters bezoeken. Na elke lezing is er gelegenheid voor een nagesprek vooraleer men verder trekt naar de volgende gekozen locatie. Het concept werd ontwikkeld door de Stichting Dichter aan Huis uit Den Haag, waar het festival al plaatsvindt sinds 1991. In 2007 vond de tweede editie plaats in Gent.
- Poëziecentrum organiseert per jaar ook verschillende boekvoorstellingen en poëzie-avonden met Nederlandstalige, maar ook met buitenlandse dichters (Bulgarije, Slovenië en Zuid-Afrika).
- Het Poëziecentrum is ook elk jaar een vaste waarde op de Boekenbeurs.

#### Educatieve werking
Uit hoofde van zijn functie van documentatie- en studiecentrum en logisch voortvloeiend uit zijn missie, vervult het Poëziecentrum op verschillende manieren ook een educatieve taak:
- Naast de primaire collectie bestaande uit dichtbundels, bevat de collectie van het Poëziecentrum ook secundaire literatuur, waaronder handboeken, gidsen met lestips, informatiemappen en non-bookmateriaal ten behoeve van leerkrachten/docenten of leerkrachten in opleiding. Het Poëziecentrum reikt op die manier middelen aan om poëzie op een aantrekkelijke en hedendaagse manier in de klas te brengen.
- Leerkrachten kunnen met hun klas een bezoek brengen aan het centrum om op die manier kennis te maken met de werking van een gespecialiseerd documentatiecentrum. Leerkrachten kunnen hun leerlingen ook specifieke lesopdrachten geven die uitgevoerd kunnen worden in het documentatiecentrum.
- Het Poëziecentrum geeft aan leerkrachten en docenten de mogelijkheid om in situ een poëzieles te geven aan hun leerlingen/studenten. Het Centrum zelf kan ook voorzien in ervaren docenten om lessen of workshops te geven.
- Sinds het najaar van 2007 biedt het Poëziecentrum onder de noemer De Zaterdagen ook een eigen vormingsaanbod aan voor volwassenen. De eerste reeks bestond uit introductiecursussen, maar vanaf het voorjaar 2008 worden ook vervolgcursussen aangeboden.
- In 2005 heeft het Poëziecentrum in samenwerking met CANON Cultuurcel een themanummer uitgegeven over Poëzie en Onderwijs met onder meer interviews met leerkrachten en concrete lestips. Het themanummer is uitverkocht, maar het dossier kan gedownload worden vanop de website van Poëziecentrum.

## Huisvesting
Het ontstaan van het Poëziecentrum kan niet los gezien worden van de oprichting van de Poëziekrant  in 1976 door Willy Tibergien. Tibergien werd sindsdien in die mate overspoeld met vragen dat hij besloot om een centrum voor poëzie te beginnen. In 1980 richtte hij samen met enkele medewerkers van de Poëziekrant het Poëziecentrum op. Het centrum vond onderdak op de Sint-Kwintensberg te Gent. De eerste twee jaar was de werking ervan volledig afhankelijk van vrijwilligers. In 1985 werd wegens plaatsgebrek uitgeweken naar een pand in de Hoornstraat. Dat volstond na een tijd ook niet meer, waardoor het Poëziecentrum in 2003 verhuisde naar zijn huidige locatie: het Toreken op de Vrijdagmarkt nr 36. Het Toreken was in de 15de eeuw het gildehuis van de huidenvetters. 
Op 1 augustus 2012 werd Carl De Strycker de nieuwe directeur van het Poëziecentrum, en in 2023 werd hij opgevolgd door Dave Van Robays.